# National Patriotic Party
Die National Patriotic Party (Kürzel NPP, deutsch Nationale Patriotische Partei) ist eine politische Partei in Liberia. 
Sie wurde im Jahr 1997 nach dem Ende des ersten liberianischen Bürgerkrieges von den Mitgliedern der Nationalen Patriotischen Front von Liberia gegründet. 
Die Partei erhob Einwände gegen die Parlamentswahlen 1997, mit dem NPFL-Führer Charles Taylor, der als der Präsidentschaftskandidat der Partei diente. Taylor gewann die Präsidentschaftswahlen mit 75 % der Stimmen. Die Partei gewann 49 der 64 Sitze im Repräsentantenhaus und 21 der 26 im Senat. Durch nationalen und internationalen Druck infolge des Zweiten liberianischen Bürgerkriegs trat Taylor als Präsident im August 2003 ab. Im Oktober desselben Jahres traten Taylors Nachfolger, Moses Blah, und die Mitglieder der Legislatur zurück und gaben die Macht an die Nationale Übergangsregierung Liberias ab. 
Die Partei focht später die Wahl 2005 an. Der Präsidentschaftskandidat der Partei war Roland Massaquoi, der in der Abstimmung 4,1 % der Stimmen erhielt. Die NPP gewann vier Sitze im Abgeordnetenhaus und weitere vier im Senat.